# Thamnolia vermicularis
Thamnolia vermicularis är en lavart som först beskrevs av Olof Swartz, och fick sitt nu gällande namn av Ach. ex Schaer. Thamnolia vermicularis ingår i släktet Thamnolia och familjen Icmadophilaceae.  Arten är reproducerande i Sverige. Inga underarter finns listade i Catalogue of Life.

## Källor

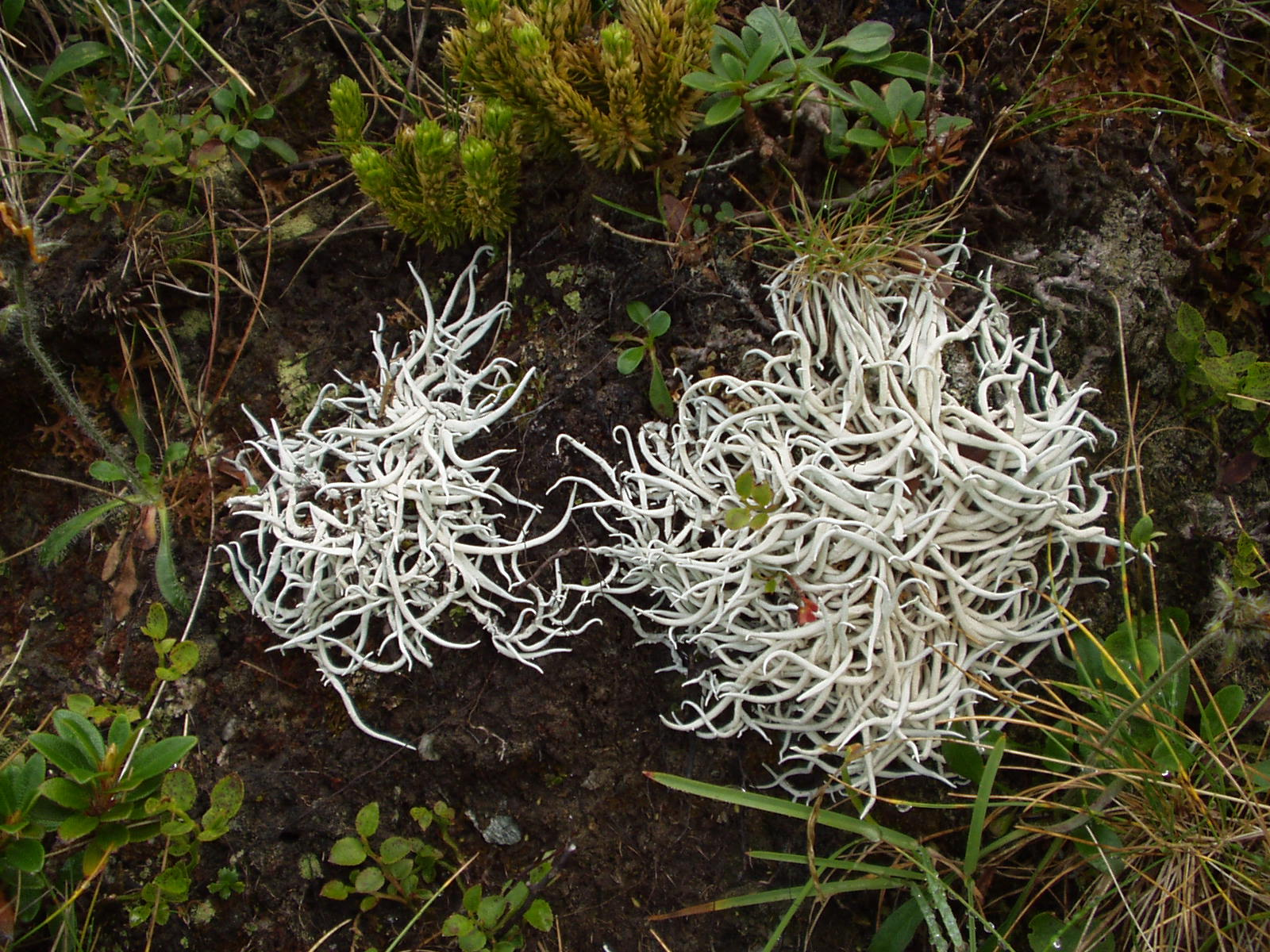
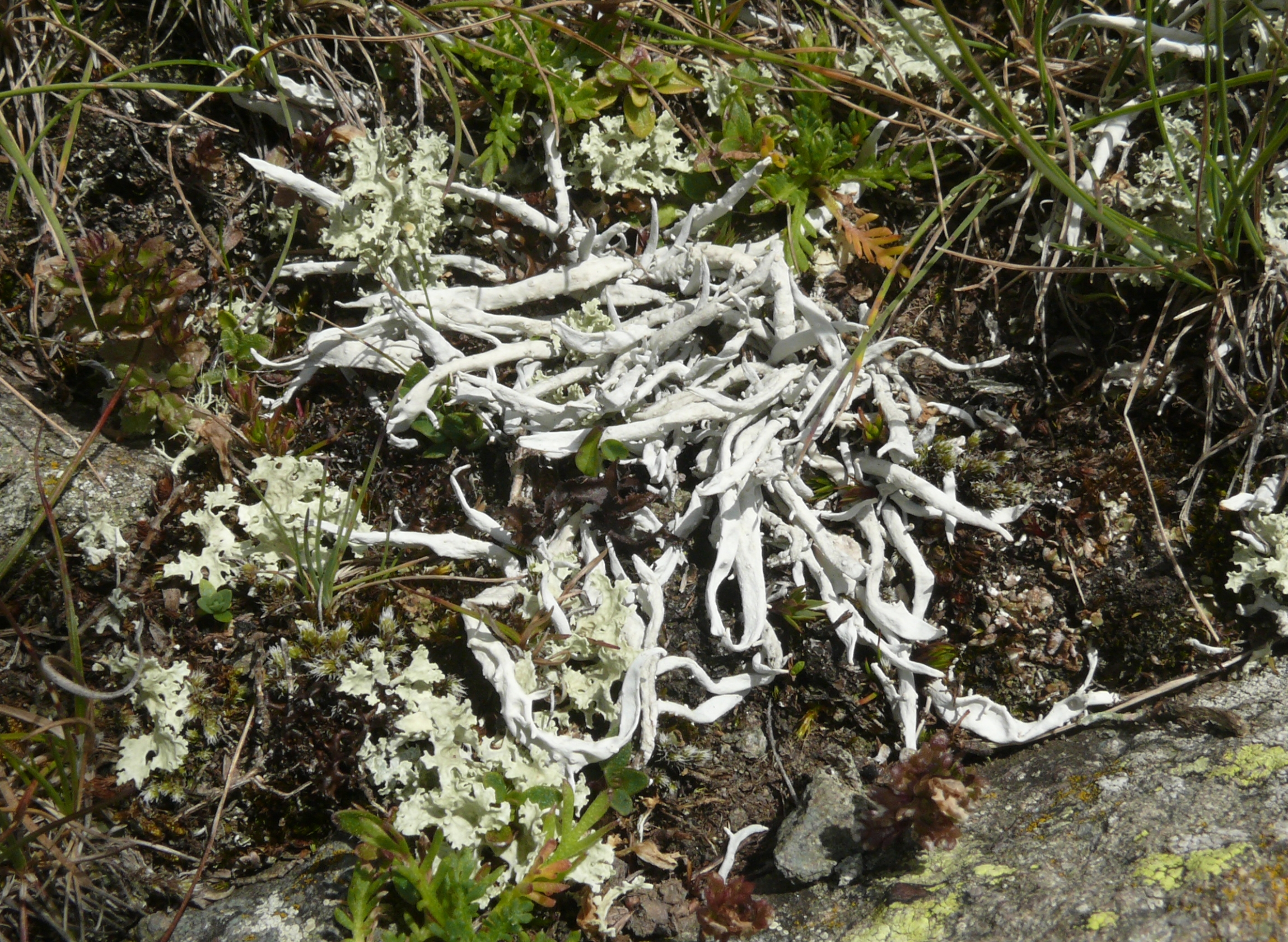
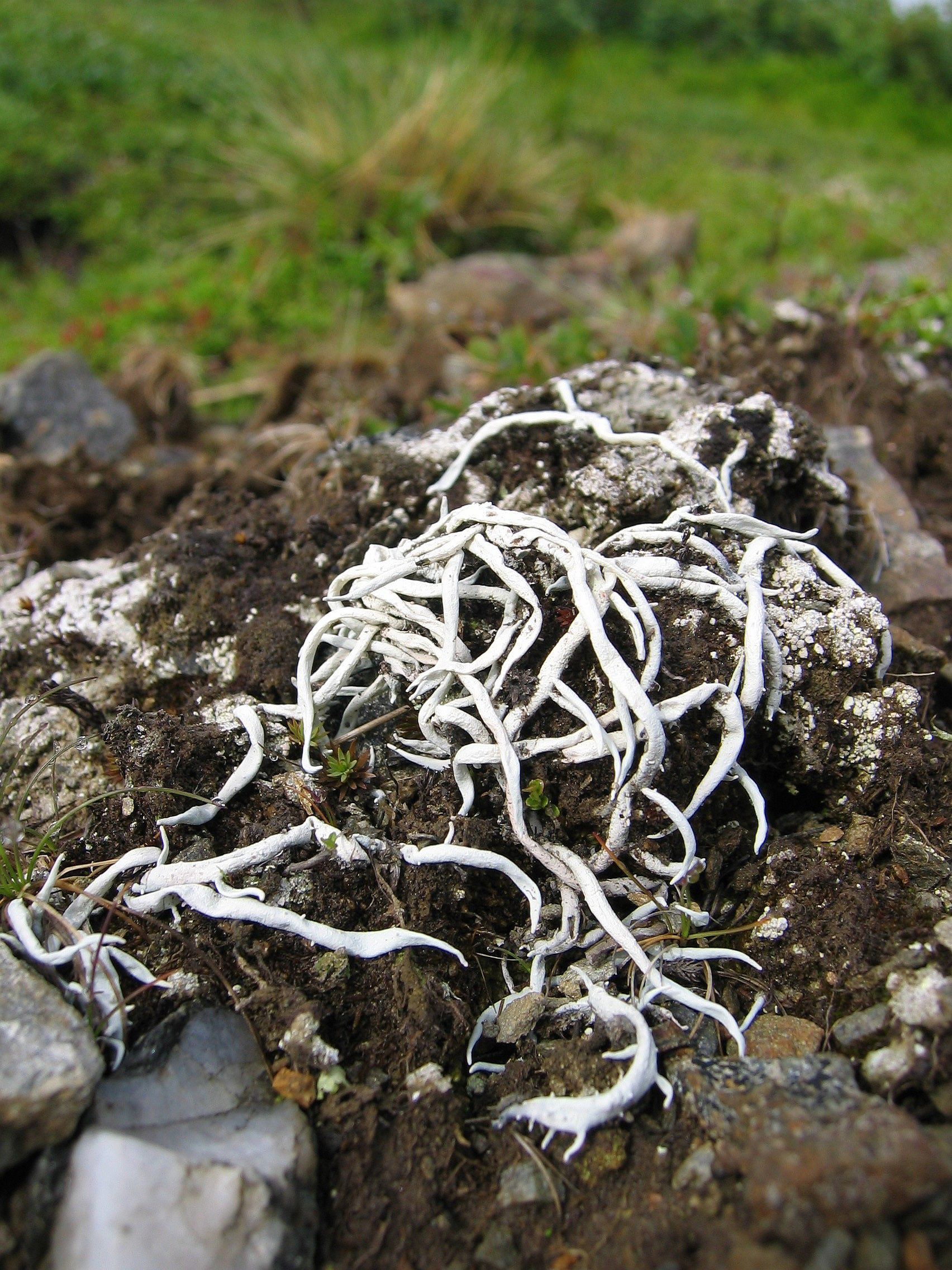